# Orologio digitale

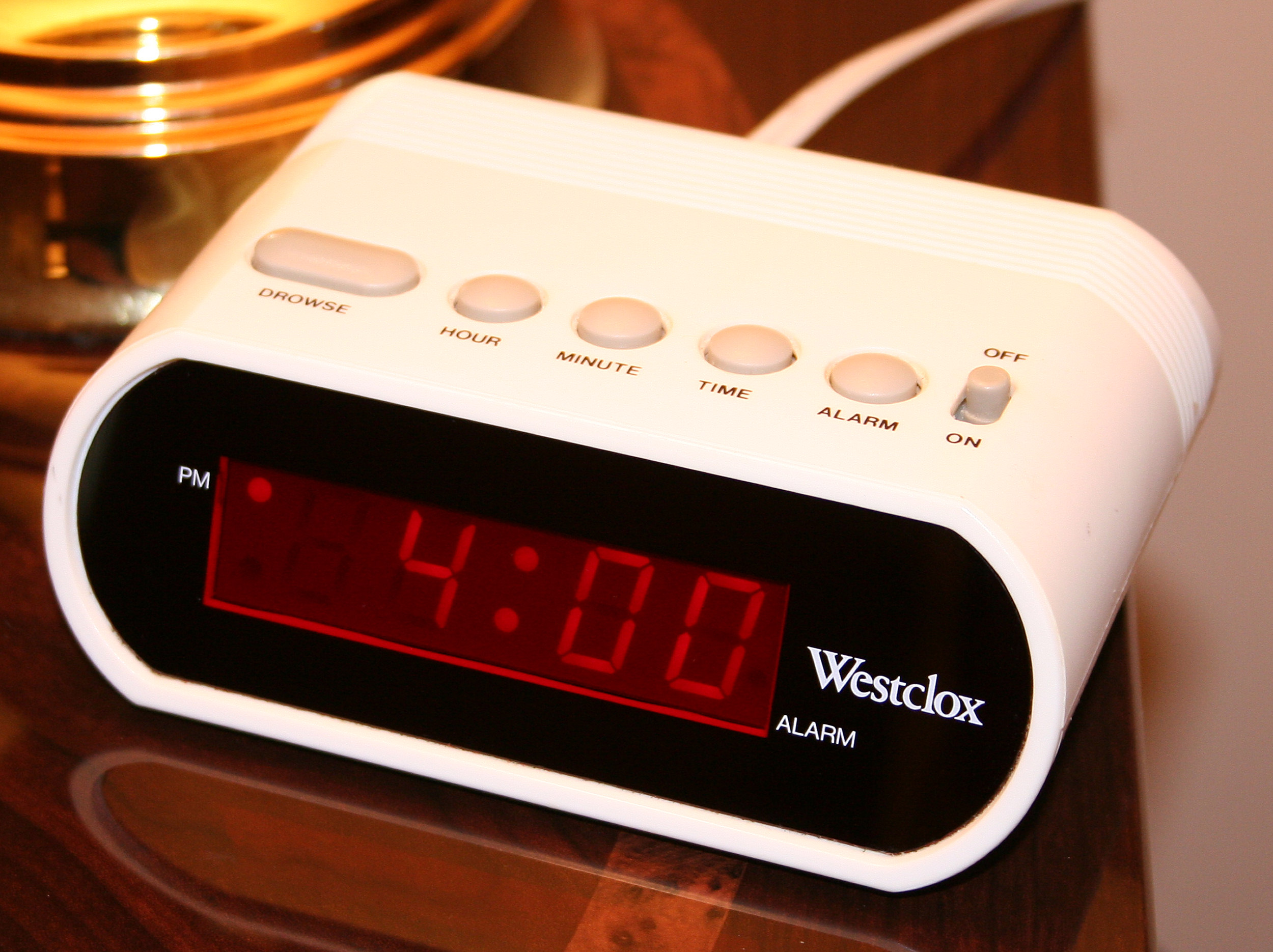
Classico orologio digitale

Un orologio digitale è un tipo di orologio che segnala il tempo digitalmente.

## Storia
I primi orologi da tasca digitali furono un'invenzione dell'ingegnere austriaco Josef Pallweber, che creò il suo meccanismo di "ora saltante" nel 1883. Invece del quadrante tradizionale. l'ora saltante aveva due finestrelle su un quadrante in smalto, attraverso le quali le ore e i minuti erano visibili su dischi rotanti. La lancetta dei secondi rimaneva convenzionale. Entro il 1885 il meccanismo di Pallweber era già sul mercato negli orologi da tasca Cortébert e IWC; probabilmente contribuendo alla successiva crescita e successo commerciale di IWC. I principi del meccanismo di Pallweber con ora saltante comparvero negli orologi da polso negli anni '20 (Cortébert) e sono ancora utilizzati (Chronoswiss Digiteur). Sebbene il creatore originale non avesse un marchio di orologi a quel tempo, il suo nome è stato successivamente resuscitato da un produttore di orologi recentemente creato.
Gli orologi Plato utilizzavano un'idea simile, ma una disposizione diversa. Questi meccanismi a molla erano costituiti da un cilindro di vetro con una colonna all'interno, a cui erano attaccate piccole schede digitali con numeri stampati che si ribaltavano nel tempo. Eugene Fitch di New York brevettò il design dell'orologio nel 1903.
Il primo brevetto per una sveglia digitale fu registrato da DE Protzmann e altri il 23 ottobre 1956 negli Stati Uniti. Protzmann e colleghi brevettarono anche un altro orologio digitale nel 1970, che si diceva utilizzasse un numero minimo di parti mobili. Due piastre laterali tenevano insieme le cifre digitali, mentre un motore elettrico e un meccanismo a camme esterni ne controllavano il movimento.
Nel 1970 al The Tonight Show con Johnny Carson furono presentati i primi orologi da polso digitali con display a LED, sebbene fossero stati rilasciati solo nel 1972.

## Display
Per rappresentare l'orario, gli orologi digitali spesso utilizzano un display a sette segmenti LED, VFD, o LCD, in grado di riprodurre 4 cifre.

## Utilizzo

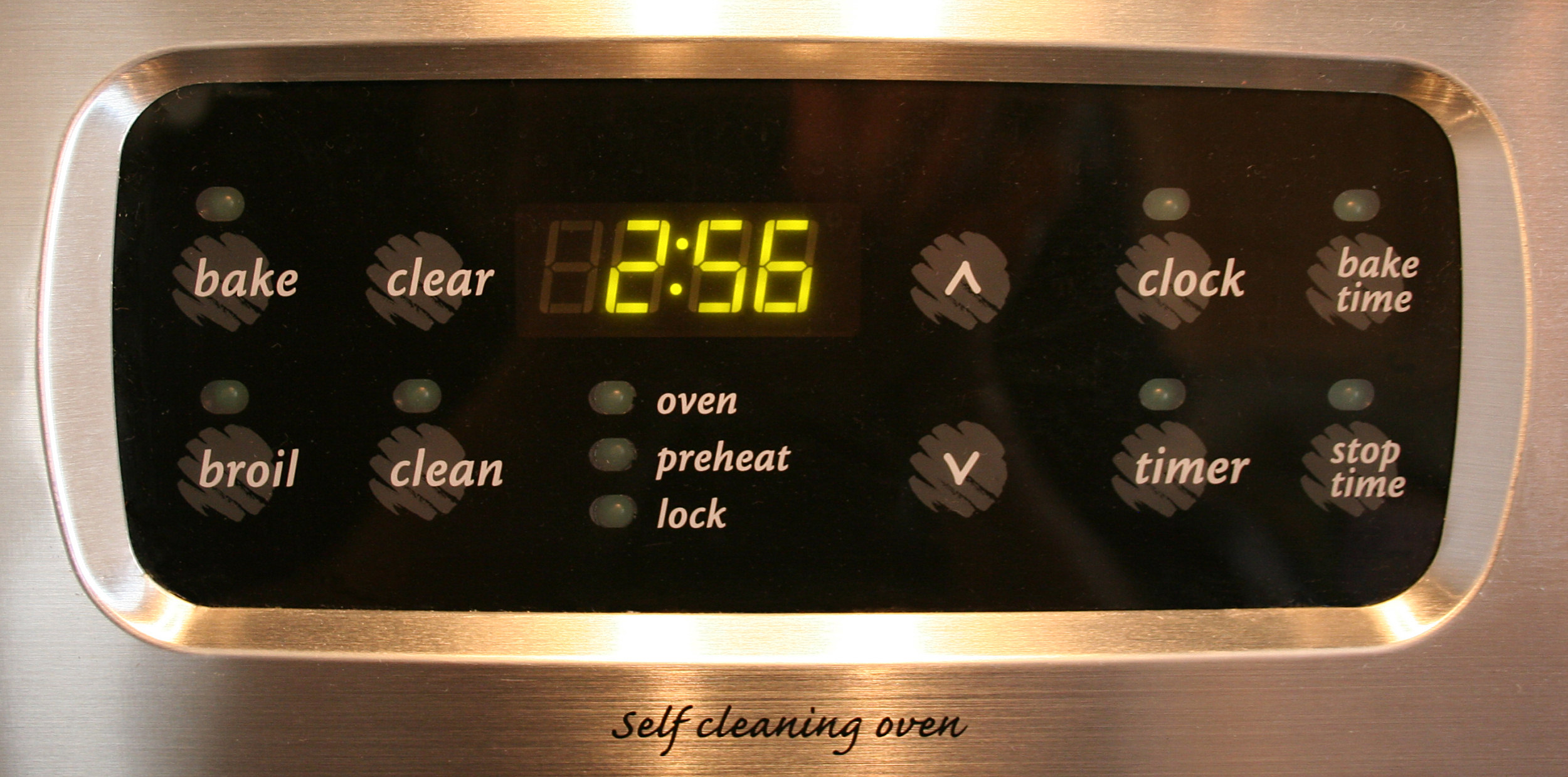
Forno elettrico accessoriato di un orologio digitale

Grazie alla sua convenienza economica, l'orologio digitale è solito essere fornito come accessorio secondario in altri apparecchi (quali automobili, radio, televisioni, forni elettrici, forni a microonde, computer, telefoni cellulari ecc.). Il problema del cambio dall'ora legale all'ora solare (e viceversa) può essere ovviato se l'orologio è radiocontrollato.

## Parametro
Se le persone hanno difficoltà a impostare l'ora in alcuni disegni di orologi digitali nei dispositivi elettronici, dove l'orologio non è una funzione critica, potrebbero non essere impostati affatto, visualizzando dopo l'accensione l'ora predefinita — 00:00 o 12:00.

## Curiosità
- L'orologio digitale più grande al mondo si trova sulla torre Rheinturm, in Germania.